# Вали дел Пазубио
Ва̀ли дел Пазу̀био (на италиански: Valli del Pasubio; на венециански: Vałi del Paxubio, Вали дел Пазубио) е малко градче и община в Северна Италия, провинция Виченца, регион Венето. Разположено е на 350 m надморска височина. Населението на общината е 3242 души (към 2015 г.).